# Anything Goes (chanson d'Ethel Merman)
Pour les articles homonymes, voir Anything Goes.
Anything Goes est une chanson interprétée par Ethel Merman écrite et composée par Cole Porter en 1934, extraite de la comédie musicale du même nom. Ce morceau donne lieu au cours des décennies à de nombreuses reprises et inspire de nombreux titres de créations originales.

## Versions
Au milieu des années 1950, Frank Sinatra la reprend et l’inclut dans son album Songs for Swingin' Lovers!. Presque simultanément, une version apparait dans l'album Chris Connor (en) de la chanteuse éponyme. Quelques mois plus tard, c'est Ella Fitzgerald qui en fait une reprise pour son album (en) de 1956 ; elle en fera une autre version seize ans plus tard. Stan Getz et Gerry Mulligan font du morceau une version instrumentale en 1957. Tony Bennett enregistre une première fois une reprise de la chanson deux ans plus tard avec le Count Basie Orchestra.
La décennie suivante, le Dave Brubeck Quartet reprend le titre qui prête alors son nom au disque Anything Goes! The Dave Brubeck Quartet Plays Cole Porter. Le titre est diffusé en single en 1967 dans sa version reprise par Harpers Bizarre (en).
Anything Goes est repris par les artistes américains Lady Gaga et Tony Bennett. Il s'agit du premier single officiel sorti le 29 juillet 2014 de leur album commun Cheek to Cheek de septembre 2014 et il donne lieu à un clip. Le single s'est classé 178e en août 2014 en France.
Le titre est également enregistré par :
- John Barrowman
- Kate Capshaw dans le film Indiana Jones et le Temple maudit (en mandarin)
- Sutton Foster and Company
- Susannah McCorkle
- Melanie C
- Lindsay Pearce
- Ashleigh Murray dans la série télévisée Riverdale

## Distinctions
En 2012, Anything Goes reçoit le Grammy Hall of Fame Award.